# Moreras (Murcia)
Moreras es una entidad de población española del municipio de Mazarrón, perteneciente a la comunidad autónoma de la Región de Murcia.

## Historia
Hacia mediados del siglo XIX, el lugar ya pertenecía a Mazarrón. Aparece descrito en el undécimo volumen del Diccionario geográfico-estadístico-histórico de España y sus posesiones de Ultramar de Pascual Madoz con las siguientes palabras:

MORERAS: aldea en la prov. de Murcia, part. jud. de Totana, y térm. jurisd. de Mazarron.
(Madoz, 1848, p. 606)

En 2023, la entidad singular de población tenía empadronados 1095 habitantes.

## Rambla de Las Moreras
La Rambla de Las Moreras se encuentra entre Mazarrón y Bolnuevo. 
La Laguna de Las Moreras, está compuesta por una antigua gravera de almacenamiento de aguas residuales, y por una nueva superficie acondicionada de más de 19.000 m², conformada por la unión de las balsas de la antigua depuradora de lagunaje de Mazarrón. Además de estas zonas húmedas artificiales posteriormente naturalizadas, el espacio comprende el tramo final de la Rambla de las Moreras, lo que tiene como resultado un total de 72,7 hectáreas.